# Fundación Tres Pinos
La Fundación Tres Pinos, con sede en la Ciudad Autónoma de Buenos Aires, capital de Argentina, es una organización sin ánimo de lucro creada en 2006 para generar y desarrollar actividades artísticas y culturales.
La institución centraliza sus prácticas artísticas en el Museo de Arte Contemporáneo de La Boca, a partir de la recuperación y refuncionalización de un edificio patrimonial de principios del siglo XX. También posee un proyecto de museo escultórico al aire libre en la localidad de Cañuelas.

## Historia
La colección de arte perteneciente a la Fundación Tres Pinos, y las actividades culturales que ésta organiza, son exhibidas, desde 2006, en muestras temporarias de museos y salas de arte de Argentina, como la instalación El Jardín de las Maravillas, del pintor surrealista Joan Miró, exhibida en 2013 en el Museo Provincial de Bellas Artes de Entre Ríos y en el Museo Municipal de Arte Moderno de Mendoza. Su primera acción artística fue una obra de teatro infantil clásico, al representar Don Quijote de la Mancha en escuelas del conurbano bonaerense a través del grupo español Tramoya.

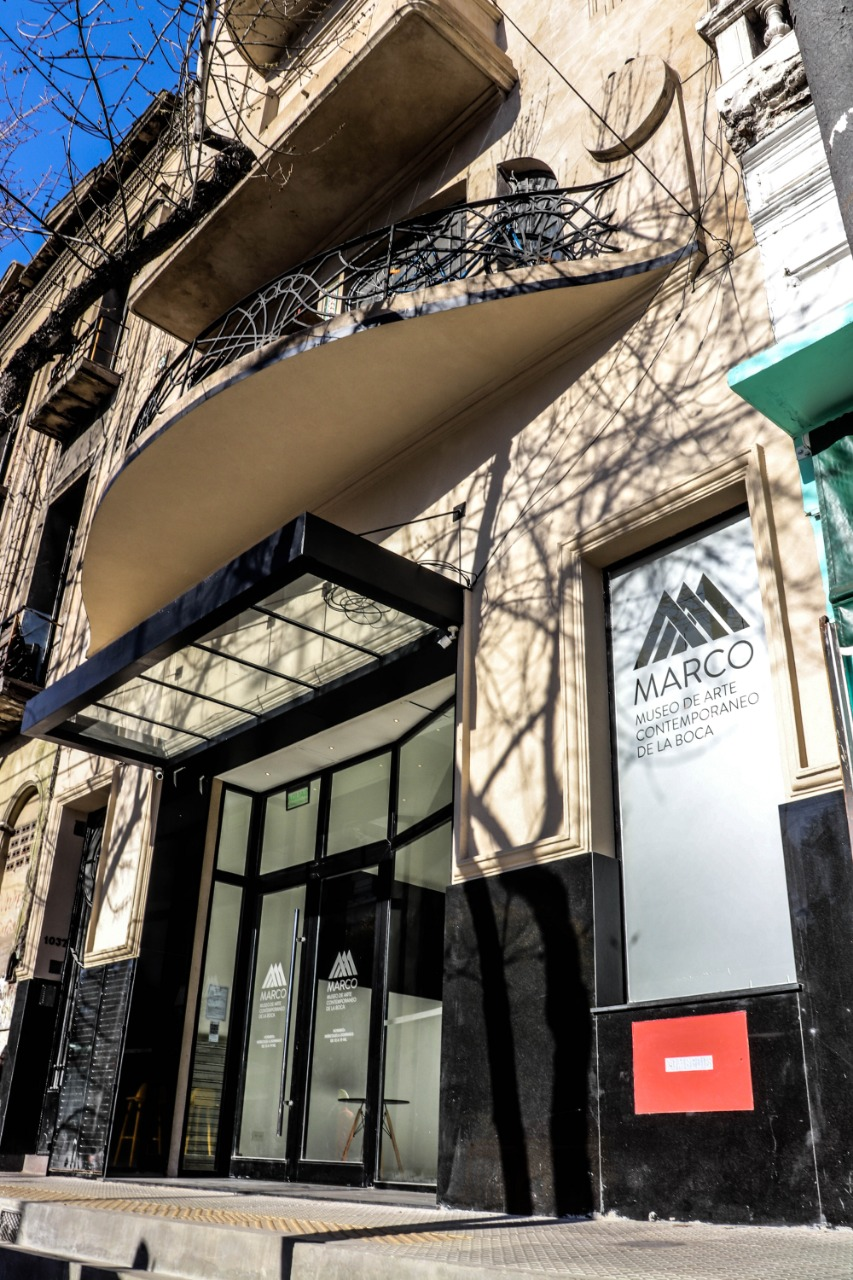
Museo de Arte Contemporáneo de La Boca, inaugurado en 2019

Posee un acervo cultural de alrededor de 1 000 piezas y obras de arte moderno y contemporáneo que comenzó a ser alojado, desde 2023, en el nuevo MuseoCampo de Cañuelas, provincia de Buenos Aires.
La Cámara de Diputados de la Nación Argentina declaró de su interés, además, el Museo de la Ilustración Gráfica (MIG), en el llamado Distrito de las Artes, también en el barrio de La Boca y con una colección propia de más de 15 000 ejemplares originales.
Desde 2016, la fundación gestiona becas de arte de residencias para brindar hospedaje a artistas visuales de Argentina, América Latina, Europa y África, como un incentivo para el desarrollo de sus carreras, su formación profesional y la realización de sus proyectos. Tracey Rose (Sudáfrica), Bernardo Ortiz (Colombia), Leopoldo Estol, Gabriel Chaile o Andrés Paredes (Argentina), son algunos de los artistas que obtuvieron estas becas y residieron en el espacio de esta fundación.
La organización cuenta, también, con una editorial (Ediciones Fundación Tres Pinos) que publica proyectos autogestionados, como catálogos, ensayos, libros especializados y materiales de divulgación cultural y artística.
Hasta la inauguración en 2019 del Museo de Arte Contemporáneo de La Boca, Fundación Tres Pinos tuvo su propia sala de exposiciones por un convenio firmado con el Centro Cultural Borges, donde se instaló el primer taller de residentes para artistas visuales.
En 2023, quedó inaugurado el MuseoCampo Cañuelas en un predio de 35 hectáreas donde la organización alberga su destacada colección de arte moderno y contemporáneo. Allí sobresalen obras de artistas de trayectoria como Antonio Berni, Ernesto de la Cárcova, Reinaldo Giúdici, Luis Felipe Noé, Eduardo Schiaffino, Eduardo Sívori, Lino Enea Spilimbergo y figuras del Movimiento Espartaco. También sobresalen obras de los uruguayos Pedro Fígari y Carlos Páez Vilaró o del ecuatoriano Oswaldo Guayasamín.

## Misión y Visión
La Declaración de Misión y Visión de la Fundación Tres Pinos describe sus objetivos y prácticas artísticas actuales, el ámbito de sus proyectos y sus valores principales.

La razón de ser es promover y difundir el arte en todas sus formas, fomentando, a la vez, su acercamiento e integración a la sociedad. Para concretar esta visión, la herramienta indispensable serán nuestros museos, los que interactuarán con la gente, se integrarán a las comunidades donde se emplacen. Y también tendrán el deber de expandirse llevando el arte a otros lugares. Ellos serán, además, la representación de los valores fundamentales de la sociedad que compartimos y abrazamos: diversidad, inclusión y conciencia ambiental, siempre presentes en el arte, que con su expresión continuamente instala e interpela estas temáticas trascendentes. Creemos en un ejercicio activo del mecenazgo a través de iniciativas y acciones que nutran la base seminal de los artistas, les provean espacios y herramientas para su desarrollo y originen vínculos y alianzas de largo plazo.